# 1916 год в России

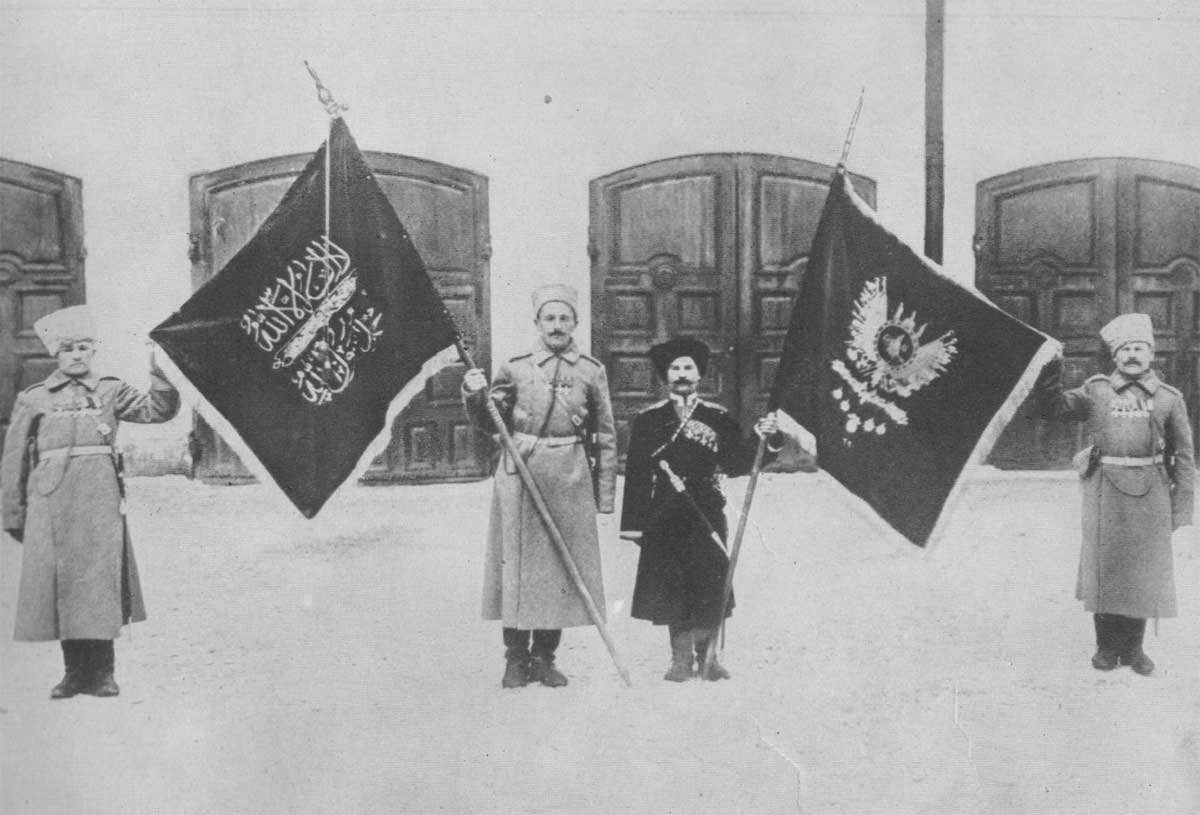
Захваченные турецкие знамёна в Эрзуруме

## Январь
- 10 января—16 февраля — Эрзурумское сражение

## Февраль
- 5 февраля—15 апреля — Трапезундская операция
- 27 февраля — начались трёхдневные продовольственные волнения в Баку

## Март
- 1 марта — начинается забастовка работников предприятий Каспийско-Черноморского товарищества
- 30 марта — русское госпитальное судно «Портюгаль» затонуло на Чёрном море в результате торпедной атаки немецкой подводной лодки

## Май
- 10 мая — В районе Аландских островов при столкновении с шведским судном «Онгерманланд» затонула подводная лодка «Сом»[1][2]

## Июнь

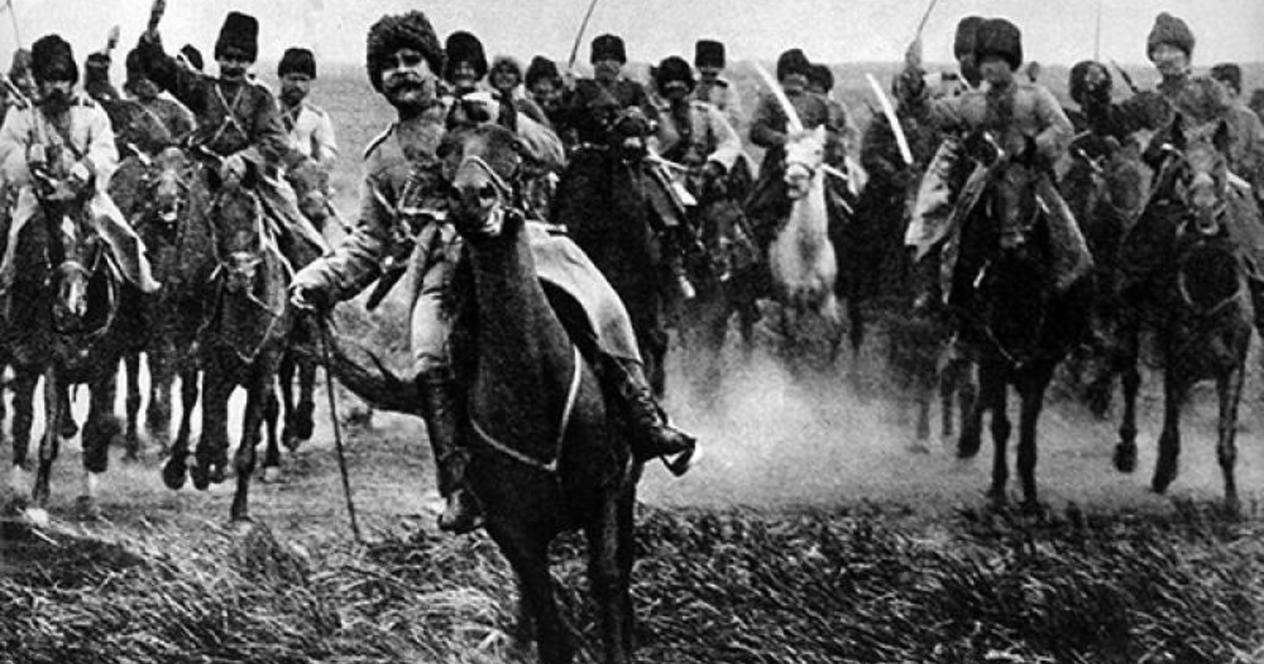
Брусиловский прорыв

- 4 июня — 20 сентября — Брусиловский прорыв под командованием генерала Брусилова. Пленены более 400 тысяч австрийцев.
- 5 июня — в районе Оркнейских островов подорвался на мине и затонул британский крейсер «Хэмпшир», на борту которого находился военный министр Великобритании фельдмаршал Гораций Китченер, направлявшийся с визитом в Российскую империю
- 25 июня — Николай II издал декрет о мобилизации на прифронтовые работы («реквизиция инородцев») коренного населения Средней Азии и Казахстана, до сих пор отлучённого от воинской повинности, ввиду лишения их избирательных прав указом от 16 июня 1907 года

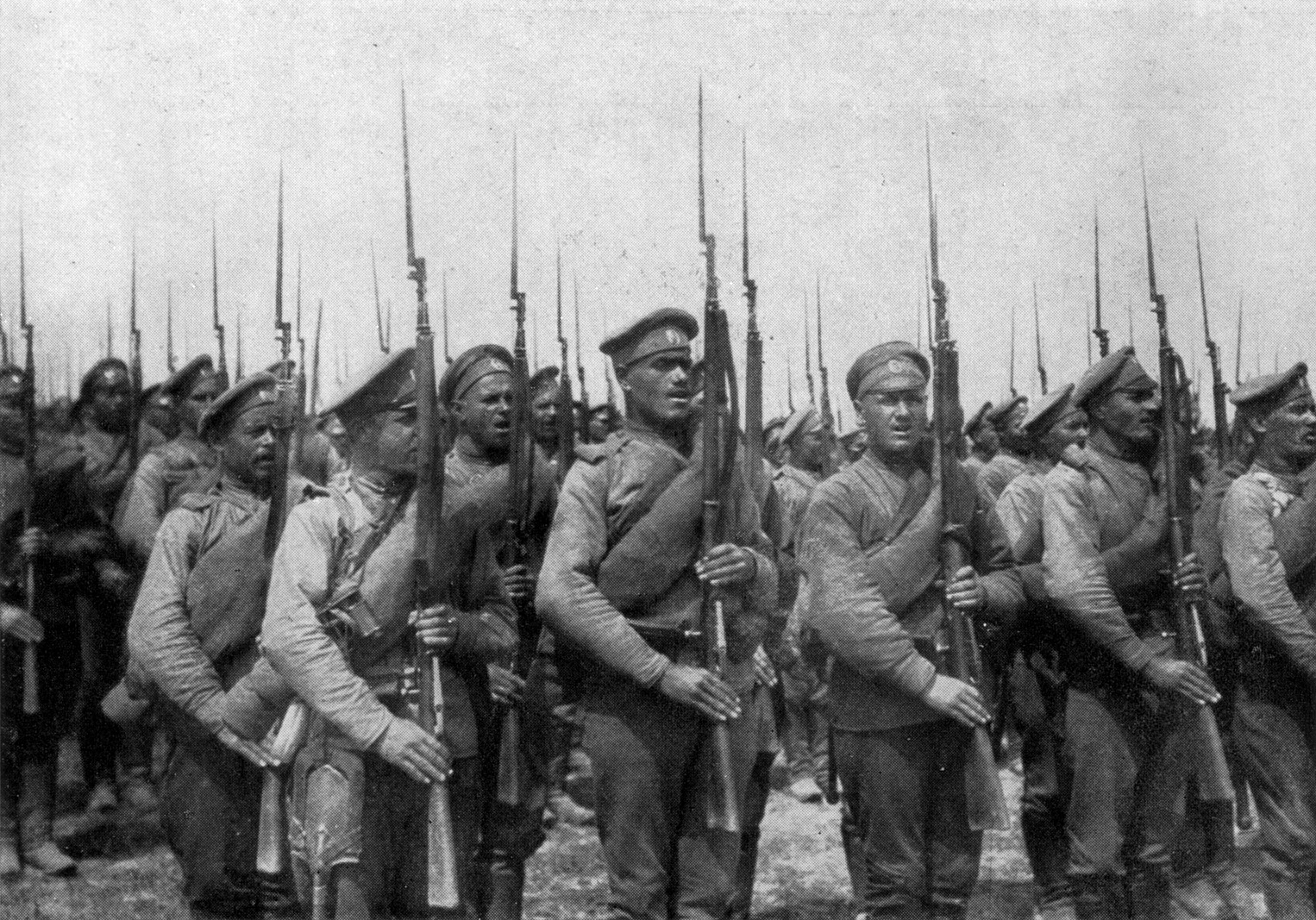
Русская пехота

## Июль
- 3—25 июля — Барановичская операция
- 4 июля — начало Среднеазиатского восстания.
- 24 июля—8 августа — Битва при Ковеле
- Июль—Октябрь — Восстание в Семиречье

## Октябрь
- 4 октября — на месте железнодорожного посёлка Семёновского у станции «Мурман» основан город Романов-на-Мурмане (16 апреля 1917 года переименован в Мурманск). Предложение об образовании городского поселения с присвоением ему наименования «Романов-на-Мурмане», поданное министром путей сообщения Александром Треповым, одобрено императором Николаем Вторым ещё 19 июля 1916 года
- 14 октября — в соответствии с актом Министерства народного просвещения России № 2773 было образовано Пермское отделение Императорского Петроградского университета (с 1 июля 1917 года — Пермский университет).
- 17 октября — взрыв парохода «Барон Дризен» в архангельском порту Бакарица в результате диверсии. Взорвалось около 1600 тонн взрывчатых веществ, погибло более 600 человек
- 18 октября — состоялось торжественное освящение и открытие для постоянного движения железнодорожного моста через реку Амур возле г. Хабаровска.
- 20 октября — Взрыв линкора «Императрица Мария»

## Ноябрь
- 5 ноября — На оккупированной Польше, создано марионеточное Польское королевство
- 9 ноября — «Сахарный» бунт в Новониколаевске
- 16 ноября — закончено строительство Мурманской железной дороги, протянувшейся от Петрограда до Мурманска. Строительство заняло всего полтора года — небывалые для того времени темпы.
- 21 ноября — Конференция литовских социал-демократических групп в Петрограде приняла решение о присоединении к большевикам и образовании Литовского района РСДРП(б)

## Декабрь
- 29 декабря — убийство Григория Распутина[3].

## Без точных дат
- На вооружение принят Автомат Фёдорова